# Горка (Горицкое сельское поселение)
Горка — деревня в Кирилловском районе Вологодской области.
Входит в состав Горицкого сельского поселения, с точки зрения административно-территориального деления — в Горицкий сельсовет.
Расстояние по автодороге до районного центра Кириллова — 13 км, до центра муниципального образования Гориц — 5 км. Ближайшие населённые пункты — Родино, Звоз, Мыс.
По данным переписи в 2002 году постоянного населения не было.